# Ampney Crucis
Ampney Crucis é uma paróquia e uma aldeia do distrito de Cotswold, no condado de Gloucestershire, na Inglaterra. De acordo com o Censo de 2011, tinha 636 habitantes. Tem uma área de 13,12km².